# Louis Gabriel Brosse
Louis Gabriel Brosse (* 1619 in Auxerre; † 1. August 1685 in Saint-Denis) war ein französischer Benediktiner.

## Leben
Louis Gabriel Brosse wurde 1619 in Auxerre geboren. 1636 trat er in den Orden der Benediktiner ein und wurde Novize im Kloster St-Étienne. Sein Ordensgelübde legte er am 29. März des folgenden Jahres ab. In der Zeit danach wandte er sich dem Studium der Philosophie, der Theologie, des kanonischen Rechts und Pharmakologie zu. Später wurde er Krankenpfleger am Kloster in Saint-Denis, wo er am 1. August 1686 verstarb.

## Werke
- La vie de sainte Euphrosine Vierge et Martyre, patrone de l’abbaye de S.Jean de Beaulieu-lès-Compiegne, tirée des anciens auteurs et traduite en vers françois (Paris 1649)
- Hymnes sur diférens sujets pieux (1650)
- Les tombeaux et Mausolées des Rois inhumés dans l’église de S.Denys, depuis le Roi Dagobert jusqu’à Louis XII, avec un Abrégé des choses les plus notables arrivées pendant leur regne (Paris 1656)
- La vie de saint Valeri en vers latins et françois, par Dom Louis-Gabriel Brosse (Paris 1669)
- La vie de sainte Marguerite en vers françois (Paris 1669)
- Vies des Saints de l’Ordre de Saint Benoît, pour tous les jours de l’année (unveröffentlicht)